# 奥萨斯科
奥萨斯科（義大利語：Osasco），是意大利都灵省的一个市镇。总面积5.46平方公里，人口1130人，人口密度207.0人/平方公里（2009年）。ISTAT代码为001173。

## 友好城市
- 巴西奥萨斯库